# Pedra do Anta
Pedra do Anta es un municipio brasilero del estado de Minas Gerais. Su población estimada en 2004 era de 3.804 habitantes.
El Major Jósé Luis da Silva Viana fue el fundador de la ciudad y primer cultivador de café de la región.

## Fiestas tradicionales del Municipio
- Fiesta de Sao Sebastião: Es la fiesta del patrono de la ciudad. Comienza el día 11 de enero hasta el día 20 de enero.
- Fiesta del peón de vaquero (rodeo): Es realizado en el mes de septiembre. Son tres días: viernes, sábado y domingo.

## Relieve, clima y hidrografía
La altitud de la sed es de 680 m. El clima es del tipo tropical de altitud con lluvias durante el verano y una temperatura media anual en torno a los 19 °C, con variaciones entre 14 °C (media de las mínimas) y 26 °C (media de las máximas). (ALMG) El municipio integra a cuenca del río Doce, siendo bordeado por el río Casca.